# 3-idrossi-2-metilchinolina-4-one 2,4-diossigenasi
La 3-idrossi-2-metilchinolina-4-one 2,4-diossigenasi è un enzima appartenente alla classe delle ossidoreduttasi, che catalizza la seguente reazione:
3-idrossi-2-metil-1H-chinolin-4-one + O2 ⇄ N-acetilantranilato + CO
L'enzima non contiene un centro metallico o un cofattore metallico. Esso catalizza la fissione di due legami C-C: un taglio 2,4-diossigenolitico con concomitante rilascio di monossido di carbonio. L'enzima derivante da Arthrobacter sp può anche agire con la 3-idrossi-4-ossochinolina, generando N-formilantranilato e CO (similmente alla 3-idrossi-4-ossochinolina 2,4-diossigenasi, numero EC 1.13.11.47), ma più lentamente.